# Glicosoma
Il glicosoma è un organello cellulare vescicolare, simile al perossisoma, tipico di alcuni protozoi, come i parassiti Trypanosoma brucei e Leishmania. Il glicosoma, in questi organismi, è la sede della glicolisi (da cui prende il nome), della beta-ossidazione degli acidi grassi e di altri processi metabolici.
Il glicosoma fu scoperto e descritto per la prima volta da Fred Opperdoes e Piet Borst nel 1977.  L'importanza del glicosoma in organismi come T. brucei è dovuta al fatto che questo parassita, quando si trova all'interno del mammifero ospite, è dipendente da una via catabolica anaerobica come la glicolisi. Leishmania, invece, ricava energia dalla combinazione tra glicolisi e fosforilazione ossidativa mitocondriale.
La dipendenza dal glicosoma che questi parassiti mostrano, rende questo organello un interessante bersaglio farmacologico: questi parassiti, infatti, sono responsabili di un numero molto esteso di patologie (come la cosiddetta malattia del sonno), diffuse specialmente nei paesi in via di sviluppo. Si è infatti evidenziato che organismi artificialmente privati di glicosoma reagiscono al glucosio come ad una molecola tossica .